# 萨拉·拉松
萨拉·拉松（瑞典語：Sara Larsson，1979年5月13日—），瑞典女子足球运动员。她曾代表瑞典参加2003年、2007年和2011年国际足联女子世界杯。她也曾参加2000年、2004年和2008年夏季奥林匹克运动会。